# Christian Bouqueret
Pour les articles homonymes, voir Bouqueret.
 (janvier 2020).
Si vous disposez d'ouvrages ou d'articles de référence ou si vous connaissez des sites web de qualité traitant du thème abordé ici, merci de compléter l'article en donnant les références utiles à sa vérifiabilité et en les liant à la section « Notes et références ».
Christian Bouqueret (né le 27 novembre 1950 à Paris et mort dans cette même ville le 5 décembre 2013) est un collectionneur et  historien de la photographie français. 
Il fut aussi, durant les années 80, professeur d'allemand au collège Saint Michel de Picpus à Paris 12e.

## Biographie
Historien d’art spécialisé dans la photographie, Christian Bouqueret conçoit depuis 1979 des expositions et écrit des catalogues et livres sur la photographie contemporaine et l’histoire de la photographie française et allemande.
Il s’attache particulièrement à la compréhension de l’activité photographique à Paris dans l’entre-deux-guerres. Il contribue activement à la redécouverte de photographes de cette période tels Roger Parry, Germaine Krull, Laure Albin-Guillot, Pierre Boucher, Jean Moral, René Zuber, Daniel Masclet.
Germanophile, il participe à la diffusion de la photographie allemande du début des années 1980 (Thomas Struth, Thomas Ruff, Gerd Bonfert, Thomas Florschuetz, Jürgen Klauke, Dieter Appelt, Anna et Bernhard Blume…).

### Berlin et le Bauhaus
C’est durant ses études d’histoire de l’art à Berlin qu’il s’intéresse particulièrement à la modernité du regard photographique au Bauhaus. Christian Bouqueret rencontre plusieurs élèves du Bauhaus encore en vie et tisse des liens plus particulier avec Willy Zielke.
Rentré en France, il organise au musée Réattu à Arles puis au Musée d'art moderne de la ville de Paris une exposition sur ce photographe en 1984.
À partir de 1982, il commence à organiser des expositions thématiques accompagnées de catalogues : Bauhaus et Photographie (1983), La nouvelle Photographie en France 1919-1939 (1986), le Voyage en Italie, les Photographes français en Italie 1840-1920 (1989), Surgence, la création photographique contemporaine en Allemagne (1991), Assia, Sublime Modèle (1993).
En parallèle, il enseigna l'allemand durant les années 1980-1990 (dates approx.) comme Langue Vivante au collège privé Saint Michel de Picpus à Paris 12e. Il y était un professeur exigeant et avare de compliments envers les collégiens et lycéens qui suivaient ses cours. Ses élèves notaient le paradoxe d'une homme strict en apparence, mais avec une touche de fantaise et de flamboyance. Il était soupçonné de fainéantise à cause de l'habitude qu'il avait de ne corriger qu'à peu près la moitié des devoirs et interrogations qu'il donnait à sa classe. Ses activités de collectionneur et d'historien d'art étaient alors complètement ignorées par ses élèves[réf. nécessaire]. 
Tout en continuant son travail de recherche, Christian Bouqueret codirige avec Marie Claude Lebon, entre 1990 et 1997, la galerie Bouqueret+Lebon afin d'y présenter la photographie contemporaine allemande (Gerd Bonfert, Jürgen Klauke, Dieter Appelt, Anna und Bernhard Blume…) et la photographie française (Pierre Molinier, Lucien Lorelle, Raoul Ubac, Tom Drahos, Henry Lewis, Marc Donnadieu, Régine Ciroteau).
Avec différents musées des Beaux-arts et institutions en France, il monte de nombreuses expositions monographiques toujours accompagnées d’un catalogue : Willy Zielke (1982), Germaine Krull (1988), Ergy Landau (1988), Nora Dumas (1989), Roger Catherineau, L’image improbable (1992). 
C’est avec l’exposition Roger Parry, Le météore Fabuleux (avec C. Berthoud 1996), que C. Bouqueret commence une collaboration étroite avec les éditions Marval avec lesquelles il publiera la collection années 1930 : catalogues des expositions consacrées aux photographes en France de l’entre deux guerres, Laure Albin-Guillot ou la volonté d’art (1996), Les femmes photographes des années 1930 en France (1998), André Steiner, L’homme curieux (1999), Jean Moral L’œil capteur (1999), Daniel Masclet, photographe, critique, théoricien (2001), Pierre Boucher, Photomonteur (2003), René Zuber la nouvelle objectivité (2003).
En 1997, il publie chez Marval le fruit de ses années de recherches Des années folles aux années noires, consacré par le prix Nadar 1997. Et en 2001 un ouvrage de vulgarisation Histoire de la photographie en images.
Aux éditions Léo Scheer en 2000, il réalise le catalogue raisonné de l’œuvre photographique de Raoul Ubac accompagné d’une exposition.
Christian Bouqueret participe aussi à des travaux collégiaux : Les années 30 d’Anne Bony (édition Du Regard, 1987), La Petite Encyclopédie de la photographie (Brigitte Gouvignon, La Martinière 2004) et collabore pour la deuxième fois à un Photo Poche (R. Delpire, Actes Sud) Photographie surréaliste en 2008. 
Son dernier ouvrage Paris, les livres de photographie des années 1920 aux années 1950 est publié chez Gründ en octobre 2012.

## Une collection de 6700 photographies
Commencée dans les années 1970, la collection de 6 700 photographies de Christian Bouqueret inclut notamment des œuvres surréalistes, des photographies du mouvement de la Nouvelle Vision et des images de photographes français de l'entre-deux-guerres. 
Y sont présentées des œuvres de :
| - Berenice Abbott - Laure Albin-Guillot - Eugène Atget - Hans Bellmer - Erwin Blumenfeld - Jacques-André Boiffard - Pierre Boucher - Brassaï - Marianne Breslauer - Claude Cahun | - Yvonne Chevalier - Maurice Cloche - Rémy Duval - Gisèle Freund - Florence Henri - George Hoyningen-Huene - Pierre Jamet - André Kertész - François Kollar - Annelise Kretschmer - Germaine Krull | - Ergy Landau - Lucien Lorelle - Eli Lotar - Dora Maar - Man Ray - Daniel Masclet - Jean Moral - Jean Painlevé - André Papillon - Roger Parry | - Albert Rudomine - Roger Schall - Louis-Victor Emmanuel Sougez - André Steiner - Maurice Tabard - Raoul Ubac - André Vigneau - Wols - René Zuber - Roger Catherineau |

En mai 2009, le Jeu de Paume en expose une partie dans l'hôtel de Sully sous le titre Paris, capitale photographique, 1920-1940.
Le 9 juillet 2011, lors des Rencontres d'Arles, le ministre de la Culture Frédéric Mitterrand annonce l'acquisition des 6 700 photos de la collection Christian Bouqueret par le Centre Pompidou. Le financement, dont le montant n'est pas communiqué, est assuré grâce au mécénat du Groupe Yves Rocher qui bénéficie en contrepartie d'une réduction de l'impôt sur les sociétés égale à 90 % du montant versé.
Le centre Pompidou présente à l'automne 2012 l'exposition Voici Paris, Modernités Photographiques à partir de la collection sous le commissariat de Quentin Bajac et Clément Chéroux.
En novembre 2023, à l'occasion du 10e anniversaire de son décès, Les Douches-La Galerie lui consacre une exposition hommage.

## Prix et récompenses
- 1997, Prix Nadar (pour Des années folles aux années noires, Marval).

## Publications
Années 1990
- André Steiner, éditions Marval, 1999  (ISBN 978-2862342764)
- Laure Albin-Guillot ou la volonté d'art, Marval, 1996  (ISBN 978-2862342139)
- Des années Folles aux années noires, éditions Marval, 1997 (Prix Nadar)
- Les Femmes photographes, Marval.

Années 2000
- Paris, capitale photographique, 1920-1940 (cat), éditions de la Martinière, 2009  (ISBN 978-2732438825)
- (en) Surrealist photography, éditions Thames & Hudson, 2008  (ISBN 978-0500410929)
- La Photographie surréaliste, Centre national de la photographie, 2008  (ISBN 2742764755)
- Assia : sublime modèle, éditions Marval, 2005  (ISBN 978-2862343204)
- Daniel Masclet, éditions Marval, 2002  (ISBN 978-2862343273)